# Theope hypoleuca
Theope hypoleuca is een vlindersoort uit de familie van de prachtvlinders (Riodinidae), onderfamilie Riodininae.
Theope hypoleuca werd in 1868 beschreven door H. Bates.